# مدل‌های کسب و کار مبتنی بر وب‌سرویس

## وب سرویس
در ابتدا چند تعریف بیان شده در رابطه با وب سرویس‌ها را مرور می‌کنیم:
- • وب سرویس واسطی است که مجموعه‌ای از عملیات را دربردارد، که قابل دسترسی از طریق شبکه است و از استانداردهای پیام‌های XML تبعیت می‌کند.
- • وب سرویس نتیجه طبیعی تکامل وب است.
- • وب سرویس‌ها نوع جدید برنامه‌های وب هستند. آن‌ها برنامه‌هایی خود محتوا و خود شرح هستند. که توانایی نشر، ثبت و برانگیختن از طریق وب را دارند. وب سرویس‌ها توانایی اجرای کارهای متفاوت از ساده تا فرآیندهای تجاری پیچیده را دارند. هنگامی که یک وب سرویس پیاده‌سازی می‌شود، سایر برنامه‌ها توانایی کشف و برانگیختن آن را دارند.

### کاربردهای وب سرویس
وب سرویس‌ها کاربردهای فراوانی دارند که برخی از آن‌ها عبارتند از:
- • مدیریت فر ایندهای تجاری
- • تجارت الکترونیک
- • یکپارچه سازی سیستم‌های سازمانی
- • به عنوان میان افزارها

### زبانها و پروتکل‌های وب سرویس
XML: زبان نشانه گذاری است بر مبنای عناصر شناسایی می‌شود و هدف اصلی آن جداسازی داده‌ها از نمایش آن‌ها است.
SOAP: پروتکل ارتباطی بین وب سرویس بر مبنای پیام است، که از XML تبعیت می‌کند و قالب پیام SOAP به عنوان پاکت نامه شناخته می‌شود که دارای بدنه و سرآمد است.
UDDI: به عنوان مخزنی برای وب سرویس‌ها ست که به کشف آن‌ها کمک می‌کند. مانند دفترچه تلفن عمل می‌کند برای وب سرویس‌ها
WSDL: زبان شرح وب سرویس‌هاست و قراردادهای چگونگی استفاده از سرویس‌ها در آن آمده‌است.
استانداردها و زبان‌های دیگری نیز در ارتباط با وب سرویس‌ها وجود دارند.

## مدلهای کسب و کاروب سرویس
در این قسمت به شرح چندین مدل کسب و کار که با فناوری وب سرویس کار می‌کنند. آشنا می‌شویم:

### گوگل
گوگل پیشروترین شرکت جستجوی وب است که یک موتور جستجوی عمومی که اکثر صفحات وب را اندیس گذاری کرده‌است را ارائه کرده‌است. گوگل درآمد خود را از کسب و کارهایی که در ads قرار می‌گیرند کسب می‌کند.
گوگل همچنین یک واسط وب سرویس عمومی برای این موتور جستجو ایجاد کرده‌است که به آن Google Web API می‌گویند، که می‌توان برای جستجو از طریق برنامه‌های کاربردی از آن استفاده کرد. این واسط نتایج جستجو را به صورت داده‌های ساخت یافته برمی‌گرداند؛ بنابراین برنامه‌های کاربردی می‌توانند آن‌ها را پردازش کنند. گوگل از طراحان برنامه‌های کاربردی درخواست کرده‌است تا از خلاقیت خود برای کار با این سرویس استفاده نمایند در ادامه سه مورد از نمونه موارد استفاده آن را خواهیم دید.
- • کنترل موضوع: به‌طور قانونمندی جستجوهای وب را زمان‌بندی می‌کند، تا مطالب جدید دربارهٔ موضوع خاص را بیابد.
- • جستجوی بازار: پیدا کردن تفاوت بین مقادیر اطلاعات در دسترس دربارهٔ موضوع خاص در بازه‌های زمانی متفاوت.
- • جستجوی دستبرد فکری: جستجوی عبارات در یک قسمت از متن به منظور تأیید اصالت متن.

محققان از این سرویس گوگل استفاده می‌کنند، ولی گوگل چه سودی غیر از نیت خیرخواهانه از آن خواهد برد. وب سرویس‌ها باید طوری طراحی شوند که در راستای استراتژی و مدل کسب و کار سازمان باشند.

### کینکوز
کینکوز پیشرو در تهیه مستندات راه حل و سرویس‌های تجاری است، کینکوز یک پویشگر ارائه کرده‌است که به کاربر این امکان را می‌دهد، که از طریق کامپیوتر شخصی خود مستندات را برای پرینت کردن به کینکوز بفرستند. حال کینکوز می‌خواهد برای یکپارچه سازی از وب سرویس استفاده کند. این سرویس امکان ارسال مستقیم مستندات از طریق نرم‌افزار اداری مایکروسافت را می‌دهد و تنها نیاز به نصب یک قطعه است.

### آمازون
آمازون نیز برای مدل کسب و کار خود از وب سرویس استفاده کرده‌است. مدل کسب و کار آمازون بر اساس خرده فروشی است. آمازون نیز یک وب سرویس برای کاتالوگ‌های خود طراحی کرده‌است.

### یو-پی-اس
برای مجتمع سازی حمل و نقل و ردیابی و کارهای مرتبط با آن UPS از وب سرویس استفاده کرده‌است. این ابزار با نام UPS ONLine Tools به صورت رایگان در اختیار کاربران است و یک استراتژی برد-برد را برای خود و مشتریان به وجود آورده‌است.

### تی-موبایل
تی-موبایل یکی از پیشروهای صنعت تلفن همراه است، که در آلمان، اتریش، چک و انگلستان سرویس‌های بی‌سیم ارائه می‌کند. پرتال تی-موبایل به جمع‌آوری محتواهای جذاب می‌پردازد. این شرکت از وب سرویس برای تهیه محتوا استفاده می‌کند. وب سرویس و محتواهای تهیه شده به کسب و کار آن‌ها کمک بسیاری کرده‌است.